# Krchleby u Čáslavi

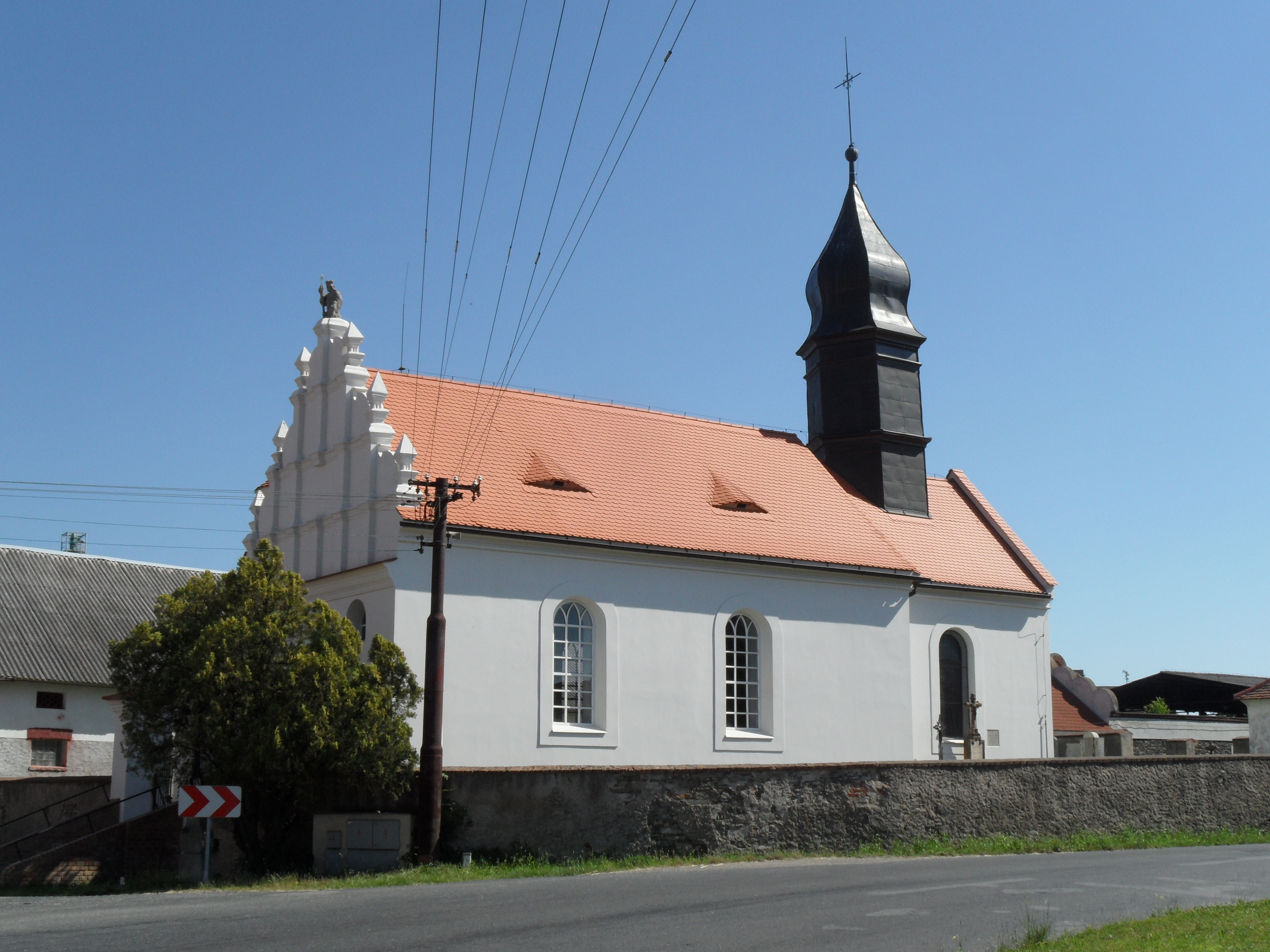
Wenzelskirche

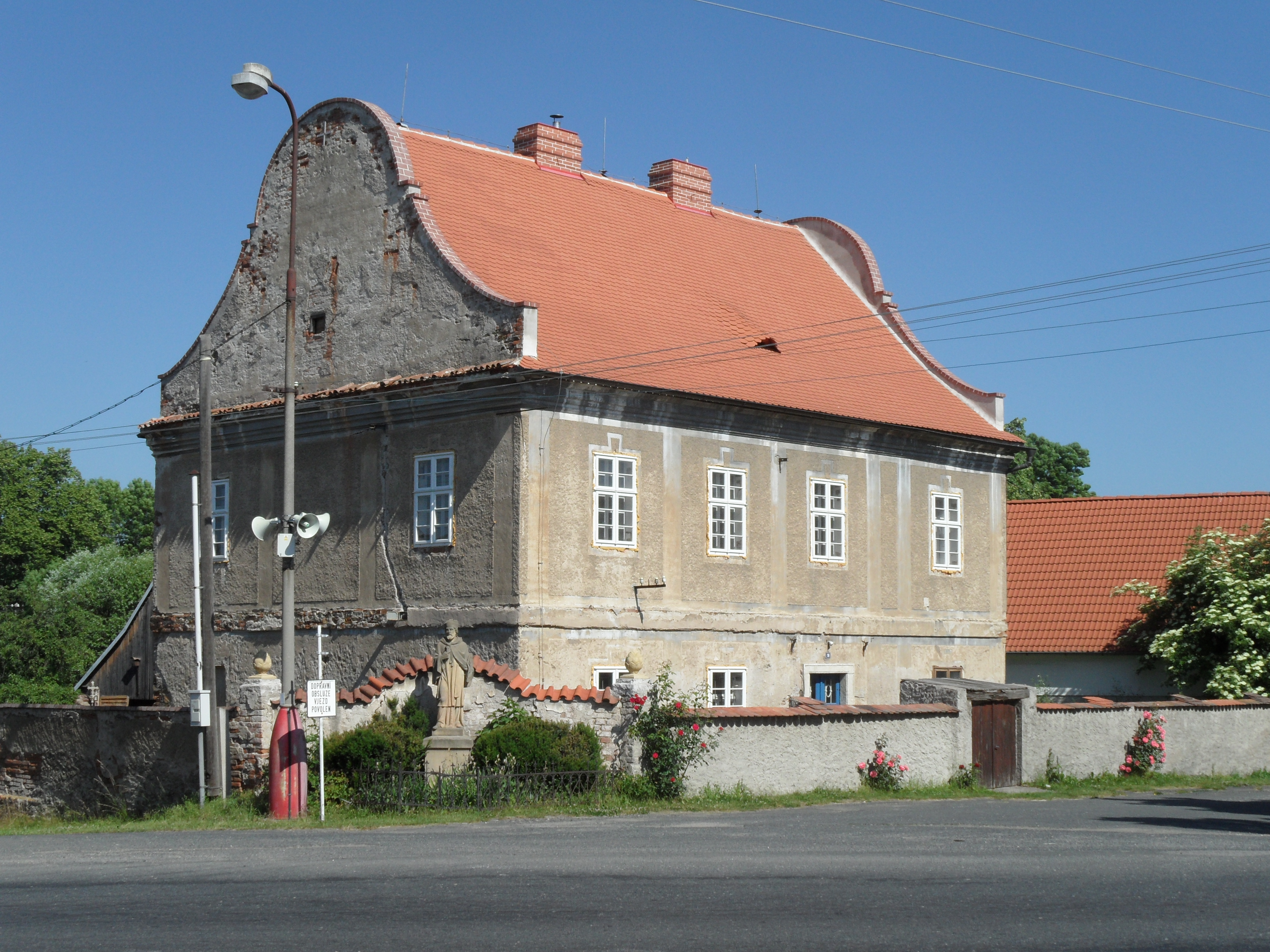
Krchleby, Hauptstraße (2015)

Krchleby (deutsch Krchleb, 1939–1945 Kirchleins) ist eine Gemeinde im Okres Kutná Hora in der Mittelböhmische Region in der Tschechischen Republik. Am 28. August 2006 hatte sie 376 Einwohner. Der Ort liegt etwa 4 km südwestlich von Čáslav in der Böhmisch-Mährischen Höhe.

## Geographie
Krchleby befindet sich rechtsseitig über dem Tal der Klejnárka. Durch Krchleby verläuft die Staatsstraße II/339 zwischen Čáslav und Červené Janovice.
Nachbarorte sind Cihelna und Močovice im Norden, Čáslav im Nordosten, Žáky im Osten, Tupadly und Štrampouch im Südosten, Dubina und Hraběšín im Süden, Chedrbí und Souňov im Südwesten, Souňovský Mlýn und Vodranty im Westen sowie Kluky im Nordwesten.

## Geschichte
Erstmals erwähnt wurde das Dorf 1257 im Zusammenhang mit Peter von Krchleby. 1384 wurde der Ort als Leutolffhain bezeichnet. Er gehörte zur deutschsprachigen Kuttenberger Sprachinsel, welche bis zu den Hussitenkriegen bestand. Die Besitzer des Gutes wechselten vielfach; während des Dreißigjährigen Krieges erhielt der Hauptmann Walter Deveroux das Gut als Belohnung für die Ermordung von Albrecht von Waldstein und Adam Erdmann Trčka von Lípa. 1666 erwarb Ferdinand Franz Rabenhaupt von Suchá das Gut Krchleby, er ließ anstelle der Feste ein Schloss erbauen.
Nach der Aufhebung der Patrimonialherrschaften bildete Krchleby eine Gemeinde im Gerichtsbezirk Časlau. Ab 1868 gehörte das Dorf zum Bezirk Časlau. Im Jahre 1906 ließ der Gutsbesitzer Karl IV. zu Schwarzenberg das Dach und das zweite Geschoss des baufälligen Schlosses abtragen. Bei den Abrissarbeiten wurde das gesamte Gebäude so stark beschädigt, dass sich Karl zu Schwarzenberg zum Gesamtabbruch entschied.
Im Zuge der Gebietsreform von 1960 wurde der Okres Čáslav aufgehoben; Krchleby wurde dem Okres Kutná Hora zugeordnet und Vodranty eingemeindet. Zum 24. November 1990 löste sich Vodranty wieder von Krchleby los. Seit Beginn des Jahres 1999 ist Chedrbí als Ortsteil ausgewiesen.

## Gemeindegliederung
Die Gemeinde Krchleby besteht aus den Ortsteilen Chedrbí (Chedrb) und Krchleby, die zugleich auch Katastralbezirke bilden. Zu Krchleby gehören außerdem die Ansiedlungen Cihelna, Dolní Dubina und Dubina.

## Sehenswürdigkeiten
- Kirche des hl. Wenzel
- Pfarrhaus
- Nischenkapelle der Jungfrau Maria
- Statue des hl. Johannes von Nepümuk
- Statue des hl. Franziskus
- Speicher auf dem Gutshof

## Persönlichkeiten
- Josef Šanta (1883–1945), Journalist und Politiker, NS-Opfer